# Klara Badano
Klara Badano, właśc. włos. Chiara Luce Badano (ur. 29 października 1971 w Sassello, zm. 7 października 1990 tamże) – włoska członkini Ruchu Focolari, błogosławiona Kościoła rzymskokatolickiego.

## Życiorys
Urodziła się jako pierwsze dziecko swoich rodziców. Jako dziecko słuchała ewangelicznych przypowieści opowiadanych jej przez matkę. Klara od najmłodszych lat pomagała potrzebującym. Jeszcze w przedszkolu zaczęła wrzucać pieniądze do specjalnej puszki z ofiarami przeznaczonymi dla dzieci z Afryki. Marzyła również o tym, by wyjechać do Afryki na misję jako lekarz.
W wieku 9 lat stała się członkinią Genów (młodego pokolenia) w Ruchu Focolari. Od tamtego czasu jej życie stało się nieustannym wysiłkiem, żeby „stawiać Boga na pierwszym miejscu”. Latem 1988 r. podczas gry w tenisa u Klary pojawił się silny ból ramienia. Trafiła do szpitala gdzie zdiagnozowano nowotwór kości. Poddanie się woli Boga charakteryzują jej słowa:

Jeśli Ty tego chcesz, Jezu, ja także tego pragnę.

Zmarła 7 października 1990 roku we wspomnienie Najświętszej Maryi Panny Różańcowej. Swoją matkę pożegnała słowami: „Ciao. Bądź szczęśliwa, bo ja jestem szczęśliwa”. Klara Badano została pochowana na cmentarzu w Sassello.

## Beatyfikacja
Jej proces beatyfikacyjny rozpoczął się 6 czerwca 1999 r. Została ogłoszona błogosławioną 25 września 2010 r. w sanktuarium Matki Bożej Miłości pod Rzymem. Beatyfikacji przewodniczył w imieniu papieża Benedykta XVI prefekt Kongregacji Spraw Kanonizacyjnych, abp Angelo Amato.

## Patronat
Patronka Światowych Dni Młodzieży 2023. 